# 丽魔蟹属
丽魔蟹属（学名：Callichimaera）是生活在白垩纪时期的哥伦比亚和美国的一种小螃蟹。因为它拥有奇怪的解剖学特征组合，所以被称为“螃蟹中的鸭嘴兽”。它的某些特征的存在，如大螯和适合游泳的腿，证实了这些特征在9500万年前就存在于螃蟹世系中。

## 词源

迷惑丽魔蟹（Callichimaera perplexa）的复原图

Callichimaera perplexa可以译为“令人困惑的美丽螃蟹”。

## 描述
丽魔蟹属具有通常与蟹幼虫期（称为大眼幼体）相关的特征，包括较大复眼、呈梭形的小身体和薄嘴部分等。然而，丽魔蟹属的化石标本显示出了性成熟的迹象，表明它们是成年个体。它可能通过一种被称为异时发生的过程演化出这些幼年特征。
这些螃蟹个头很小，很多都接近美国25美分硬币。丽魔蟹属的大小从几毫米到两厘米不等，这也表明无论是幼体还是成年体都存在于标本中。
丽魔蟹属没有典型的螃蟹外形，这是白垩纪以来蟹类中多次出现的现象。
因为丽魔蟹属的像桨一样巨大的腿，所以它可能是一个活跃的游泳者，而不是主要生活在海底的底栖生物。

## 古生态学
丽魔蟹属生活在热带海洋中。在世界其他地区，化石很少保存在热带环境中，这使得它的化石成为一个更不寻常的发现。
丽魔蟹属在含有真虾下目和涟虫目的沉积物中被发现。